# Hemidactylus hajarensis
Espèce
Hemidactylus hajarensis est une espèce de geckos de la famille des Gekkonidae.

## Répartition
Cette espèce est endémique du Nord d'Oman.

## Description
Hemidactylus hajarensis mesure jusqu'à 66,9 mm, queue non comprise.

## Étymologie
Son nom d'espèce, composé de hajar et du suffixe latin -ensis, « qui vit dans, qui habite », lui a été donné en référence au lieu de sa découverte, les monts Hajar.

## Publication originale
- Carranza & Arnold, 2012 : A review of the geckos of the genus Hemidactylus (Squamata: Gekkonidae) from Oman based on morphology, mitochondrial and nuclear data, with descriptions of eight new species. Zootaxa, n. 3378, p. 1–95.